# Municipio de Pinckney
El municipio de Pinckney (en inglés: Pinckney Township) es un municipio ubicado en el condado de Warren, Misuri, Estados Unidos. Según el censo de 2020, tiene una población de 1287 habitantes.

## Geografía
La localidad está ubicada en las coordenadas 38°42′44″N 91°14′21″O / 38.71222, -91.23917 (38.712145, -91.239204). Según la Oficina del Censo de los Estados Unidos, el municipio tiene una superficie total de 142.98 km², de la cual 139,61 km² corresponden a tierra firme y (2,36 %) 3,37 km² es agua.

## Demografía
Según el censo de 2020, hay 1287 personas residiendo en la localidad. La densidad de población es de 9.22 hab./km². El 89.51 % son blancos, el 0.93 % son afroamericanos, el 0.23 % son amerindios, el 0.47 % son asiáticos, el 0.70 % son de otras razas y el 6.60 % son de dos o más razas. Del total de la población, el 1.79 % son hispanos o latinos de cualquier raza.